# Nicrophorus hispaniola
Nicrophorus hispaniola es una especie de Escarabajo descrita por Sikes y Peck en 2000. Nicrophorus hispaniola pertenece al género Nicrophorus, y a la familia Silphidae. Es una especie que es endémica de la Sierra de Bahoruco y Sierra de Neiba, parte de la zona montañosa del suroeste de la República Dominicana en la isla La Española, de ahí su nombre.
Al igual que otros sílfidos, se asocian comúnmente con carroña, hongos y estiércol y son útiles en entomología forense para determinar el Intervalo ''post mortem''. Estos escarabajos son ecológicamente importantes porque con su comportamiento de entierro de cadáveres promueven el reciclaje de este material orgánico.